# Moritz Pistor

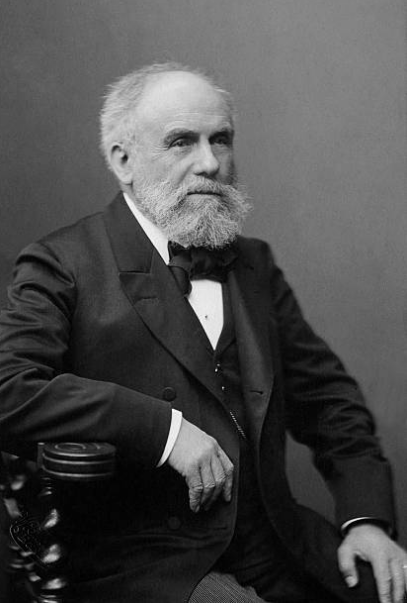
Der Mediziner Moritz Pistor im Jahr 1904.

Moritz Pistor (* 27. September 1835 in Brüssow; † 16. Mai 1924 in Hannover) war ein deutscher Mediziner.

## Leben
Moritz Pistor studierte an den Universitäten Würzburg, Berlin und Greifswald Medizin. In Würzburg wurde er 1856 Mitglied des Corps Nassovia. Noch im selben Jahr schloss er sich dem Corps Neoborussia Berlin an. 1859 wurde er zum Dr. med. promoviert. 1860 erlangte er die Approbation. Anschließend war er drei Monate in einer Apotheke tätig, bildete sich in Prag und Wien fort und arbeitete als Assistent in der chirurgischen Abteilung des städtischen Krankenhauses Danzig. 1861 ließ er sich in Brüssow als praktischer Arzt nieder. 1867 wurde er zum Kreisphysikus in Demmin ernannt, 1874 zum Regierungs- und Medizinalrat in Oppeln berufen, 1881 nach Frankfurt (Oder) und 1882 an das Polizeipräsidium Berlin versetzt. 1892 wurde er zum Vortragenden Rat im Preußischen Ministerium der geistlichen, Unterrichts- und Medizinalangelegenheiten ernannt.
Ab 1896 war Pistor Mitredakteur der Vierteljahrsschrift für öffentliche Gesundheitspflege. Er publizierte über das öffentliche Gesundheitswesen, Seuchenverbreitung und Hygiene.

## Auszeichnungen
- Ernennung zum Geheimen Regierungs- und Medizinalrat (1892)
- Ernennung zum Geheimen Obermedizinalrat
- Ehrenpräsident des Vereins der Ärzte Oberschlesiens
- Roter Adlerorden 2. Klasse mit Eichenlaub
- Königlicher Kronen-Orden (Preußen) 2. Klasse mit Stern
- Sankt-Olav-Orden, Großkreuz mit Stern

## Schriften
- Die Verbreitung der Cholera im Regerierungsbezirk Oppeln 1831 bis 74. 1879.
- Deutsches Gesundheitswesen. 1890.
- Anstalten und Einrichtungen des öffentlichen Gesundheitswesens in Preußen. 1890.
- Das Apothekenwesen in Preußen nach deutschem Reichs- und preußischem Landesrecht. 1894.
- Das Gesundheitswesen in Preußen nach dem Reichs- und preußischen Landesrecht. Band 1 1896, Band 2 1898.